# تلمارك
تلمارك (بالنرويجية: Telemark) هي مقاطعة في جنوب النرويج ويحدها فستفولد، هوردالاند، بوسكرود، روغالاند وأوست أغدر. المركز الإداري للمقاطعة هو مدينة شين. وكانت تعرف لغاية عام 1919 بمقاطعة براتسبرغ. يبلغ عدد سكان مقاطعة تلمارك 173,307 بكثافة 12 شخص لكل كم مربع.
أكبر المراكز السكانية في المقاطعة هي شين وبورشغرون ونوتودن وريوكان وكراغرو. ومن الأماكن الهامة أيضا بو (تلمارك) وسليورد وفيرسدال ونومه.

## الشعار
الشعار من الوقت المعاصر (1970)، وهو نوع قديم من فؤؤس المعارك، والذي يُعتبر مهما في المقاطعة.

## روابط خارجية
- الصفحة الرئيسية